# The Winners
The Winners, ab 2012 2Winners, sind eine deutsche Pop-Band, die 1988 mit dem Leadsänger Gary Wendel und drei Backgroundsängerinnen ihre musikalische Laufbahn startete.

## Werdegang
Die erste Single Go for Gold wurde in Deutschland ein inoffizieller Hit der Olympischen Sommerspiele 1988 in Seoul. Im Oktober des gleichen Jahres stieg das Lied auf Platz drei der deutschen Singlecharts und auf Platz 20 in der Schweiz. Im Jahr 1989 lieferten The Winners zusammen mit Akina Stevens und der Single This Time den offiziellen Titel der IAA in Frankfurt am Main. Nach dem Ausstieg von Gary Wendel übernahm Songwriter Wolfgang Jass, der bereits als Autor für die Goombay Dance Band erfolgreich war, den Part des Sängers. 
Zwischen 1988 und 1995 veröffentlichte die Gruppe mit wechselnden Besetzungen diverse Singles, darunter das Titellied der 1993er ARD-Serie Happy Holiday. Im Jahr 1995 steuerten The Winners den Soundtrack zur Arztserie Klinik unter Palmen bei. Danach wurde es ruhig um die Gruppe.
Erst 2012 traten die Gründungsmitglieder Gary und Jenny, nun als 2Winners, wieder ins Rampenlicht. Zusammen mit dem Produzenten Ray Watts, der unter anderem für DJ Ötzi, Anna-Maria Zimmermann oder Francine Jordi tätig ist, erschien das Comeback-Album Yes We Can, das unter anderem eine Neuaufnahme des Hits Go for Gold enthält.

## Diskografie

### Alben
- 1990: We Go for Number One
- 1992: The Winners
- 1993: Happy Holiday
- 1996: Island of Sun
- 2012: Yes We Can

### Singles
- 1988: Rocky
- 1988: Go for Gold
- 1989: This Time (Akina Stevens and the Winners)
- 1989: Born to Love
- 1990: To Be Number One
- 1992: Stay on Top
- 1992: Under the Sun
- 1994: Calling Home
- 1995: Got a Feeling
- 2012: Märchenland
- 2013: Banana Boat